# La Dama
Dámaris Abad Anselmo (Tomares, Sevilla, 25 de julio de 1986) conocida artísticamente como 'Dama', es una cantante española especializada en la música latina.

## Biografía
Damaris Abad es una cantante sevillana, también conocida por ser la expareja del cantautor asturiano Ramón Melendi. Se adentró en el oficio de cantante cuando apenas era una niña, ha convivido con la música desde que nació. Su padre músico y sus primeros pasos en el mundo de la música los da junto a su hermano Rasel Abad, artista con trayectoria en el Hip-hop, con quién actúa en varios locales de Sevilla, pero poco tardan en seguir por caminos diferentes, apostando la cantante por un estilo más roquero.
La cantante sevillana ama y vive por la farándula desde muy corta edad, con un bagaje profesional, pese a su juventud. Bella, de impresionante sensualidad y con un absoluto dominio del escenario. Dama se considera una mujer organizada, perfeccionista, sistemática, sincera, honesta, sensible, romántica y detallista a la máxima potencia.

## Carrera musical

### 2008:Sube que te llevo
Su primer disco, Sube que te llevo fue publicado en 2008 y producido por la compañía Blue Donkey Music, y estaba compuesto de 
10 canciones de género pop y flamenco mezclados con rumba.
| 1. Arréglate Quete          |
| 2. No sé que me duele más   |
| 3. Sube que te llevo        |
| 4. Y viviré                 |
| 5. La Dama de corazones     |
| 6. La Señora de los Anillos |
| 7. Maldito demonio          |
| 8. La calle de la amargura  |
| 9. Hasta tu veneno          |
| 10. Sevilla                 |

### 2014: Candidata a Eurovisión
En 2014, La Dama fue uno de los cinco finalistas para representar a España en el festival de Eurovisión en Copenhague, Dinamarca, junto con Brequette, Ruth Lorenzo, Raúl y Jorge González. En una encuesta de RTVE, el 40% de los votantes apoyaban a Dama como la representante en el festival, mientras que en otra, el 32% apoyaban su tema «Estrella fugaz» (escrito por Melendi), dónde se disponía a romper la pista de baile y subir la temperatura, en una inyección de energía y ritmos latinos. Quedando así segunda en ambas encuestas por detrás de Ruth Lorenzo, con su «Dancing in the Rain» y de Brequette con su tema «Más (Run)», respectivamente. Finalmente obtuvo el último puesto resultando vencedora Ruth Lorenzo.
Tras el éxito que ha tenido con 'La Clave', una canción súper pegadiza, buscaba el equilibrio entre el ritmo y la letra.
Ahora se ha ganado el cariño de todos los bachateros con su nuevo sencillo: Duele, canción que habla sobre el desamor; se trata de una bachata que remueve sentimientos tanto por su letra, compuesta íntegramente por la artista sevillana, como por su melodía que atrapa desde el primer momento que se escucha. Embruja, seduce, enamora...

### 2015: Madrina en Pequeños gigantes
En 2015 formó parte de los padrinos del talent show de Pequeños gigantes de Telecinco, dónde participó como madrina de uno de los equipo, finalmente quedando los segundos de la competición.

## Vida personal
Dama y Melendi concluyeron su relación en 2014, fruto de la cual es el hijo de ambos, Marco Melendi Abad.
En julio de 2014, la pareja decidió poner punto final a su relación tras ocho años.
Según las declaraciones que ella hizo a una famosa revista, la relación entre el cantante asturiano y ella ha quedado en una sólida y bonita amistad.